# Đông Hải, Vĩnh Long
Đông Hải là một xã thuộc tỉnh Vĩnh Long, Việt Nam. Đây là một trong 4 xã không thực hiện sắp xếp sau sáp nhập xã của tỉnh Vĩnh Long năm 2025.

## Địa lý
Xã Đông Hải có vị trí địa lý:
- Phía đông giáp phường Duyên Hải.
- Phía tây giáp xã Long Vĩnh.
- Phía nam giáp biển Đông.
- Phía bắc giáp xã Long Thành.

Xã Đông Hải có diện tích 68,91 km², dân số năm 2025 là 14.222 người, mật độ dân số đạt 206 người/km².

## Hành chính
Xã Đông Hải được chia thành 7 ấp: Cồn Cù, Định An, Động Cao, Động Cao Ngoài, Hồ Tàu, Hồ Thùng, Phước Thiện.

## Lịch sử
Ngày 27 tháng 3 năm 1985, Hội đồng Chính phủ ban hành Quyết định 86-HĐBT về việc thành lập xã Đông Hải trên cơ sở
- Tách 2 ấp: Động Cao, Hồ Thùng thuộc xã Dân Thành
- Tách 3 ấp: Hồ Tàu, Rạch Cái Cỏ, Phước Thiện, Vĩnh Lợi thuộc xã Long Vĩnh.

Ngày 15 tháng 5 năm 2015, Ủy ban thường vụ Quốc hội ban hành Nghị quyết số 934/NQ-UBTVQH13 về việc điều chỉnh 1.531,40 ha diện tích tự nhiên và 2.711 người của xã Dân Thành về xã Đông Hải quản lý.
Sau khi điều chỉnh địa giới hành chính, xã Đông Hải có 5.924 ha diện tích tự nhiên và 11.401 người.